# Lasionectes entrichoma
Lasionectes entrichoma is een ladderkreeftensoort uit de familie van de Speleonectidae. De wetenschappelijke naam van de soort is voor het eerst geldig gepubliceerd in 1986 door Yager & Schram.